# Ndola Golf Club
De Ndola Golf Club is een golfclub in Ndola, Zambia, dat opgericht werd in 1921.
Het is een 18-holes golfbaan, dat in eerste instantie een 9 holesbaan was, met een par van 73 en het parcours is voor de heren 6474 m lang.
De Ndola Golf Club werd opgericht in 1921 en is een van de oudste clubs van het land, na de Livingstone Golf Club, in 1907, en de Kasama Golf Club, in 1912.
In 1972 ontving de golfclub voor de eerste keer het Zambia Open, een golftoernooi van de Sunshine Tour, en het was ook de eerste editie van het golftoernooi.

## Golftoernooien
- Zambia Open: 1972, 1975, 1977, 1979, 1996, 2007, 2009 & 2010
- Cock of the North: 1954-1985, 2000 & 2001
- Zambia Ladies Open: 2014